# 中國吏治史
吏治是中國政治的特色，《周礼·天官叙官》中載有“府、史”“胥、徒”。唐宋以后多作“吏胥”、“胥吏”，州县吏胥俸禄微薄，甚至毫無俸祿。陈寅恪在《隋唐制度渊源略论稿》一书中指出：“古代礼律关系密切，而司马氏以东汉末年之儒学大族创建晋室，统治中国，其所制定之刑律尤为儒家化，既为南朝历代所因袭，北魏改律，复采用之，辗转嬗蜕，经由（北）齐隋，以至于唐，实为华夏刑律不祧之正统”。

## 周朝
《国语·鲁语上》：“大刑用甲兵，其次用斧钺，中刑用刀锯，其次用钻笮，薄刑用鞭扑，以威民也。故大者陈之原野，小者致之市朝。”

## 魏晉南北朝
严耕望認為魏晋南北朝时期的“各级地方官自由任用本府属吏，上级和中央政府绝不干涉。”當時“刺史府官，则命于天朝。其州吏以下，并牧守自置。”

## 唐朝
唐朝士子读经书，诵疏文，不习政务，赵匡在《选举议》中说：“及临人决事，取办胥吏之口而已。”柳宗元《封建论》中说:“是故有里胥而后有县大夫，有县大夫而后有诸侯，有诸侯而后有方伯、连帅，有方伯、连帅而后有天子。”
《旧唐书》一百六《杨国忠传》：杨国忠历、兼四十余官，事务“皆责成胥吏”。
近代學者瞿同祖认为：“秦汉法律为法家系统，不包含儒家礼的成分在内。儒家以礼入法的企图在汉代已开始。虽因受条文的拘束，只能在解释法律及应用经义决狱方面努力，但儒家化运动的成为风气，日益根深蒂固，实胚胎酝酿于此时，时机早已成熟，所以曹魏一旦制律，儒家化的法律便应运而生。……归纳言之，中国法律之儒家化可以说是始于魏、晋，成于北魏、北齐，隋、唐采用后便成为中国法律的正统。”

## 宋朝
宋朝冗官最多，候补入官者多，而官缺少，苏轼说：“今……一官缺，率常五、七人守之。”慶曆新政前，范仲淹在《上执政书》中论整饬吏治的必要：“今之县令循例而授，多非清识之士。衰老者为子孙之计，则志在苞苴，动皆徇己；少壮者耻州县之职，则政多苟且，举必近名。故一邑之间，簿书不精，吏胥不畏，徭役不均，刑罚不中，民利不作，民害不去，鳏寡不恤，游惰不禁，播艺不增，孝悌不劝。以一邑观之，则四方县政如此者十有七八焉，而望王道之兴不亦难乎！”
叶适说：“……吏胥之害，从古患之，非直一日也，而今为甚……”。叶适明白指出：“夫以官听吏，疲懦之名，人情之所避也，然而不免焉，何也？国家以法为本，以例为要。其官虽贵也，其人虽贤也，然而非法无决也，非例无行也。……知其一不知其二，不若吏之悉也，故不得不举而归之吏。”在另一地方他又指出：“废人而用法”也就是“废官而用吏”。

## 元朝
元初官吏的选用，多掌握於世侯军阀之手。胡祗遹稱：“中统前四十年，诸侯承制拜官，率以私门走卒健儿、黠胥奸吏为县长，以应己之呼召指使，供己之掊克聚敛。府帖下县，星火奔命，不知有朝廷之尊，而惟府帖是惧，进退俯仰，死生祸福，甘以奴隶自处”。
王恽《谕平阳路官吏文》稱：“……一委于吏，致开塞倖门，情生诈起，附会科条，高下其手……听其饰说，乱行剖决者有之” 。
胡祗遹稱，县官“判笔一从乎胥吏，办给俯仰于舆台”，这种苦衷不外是“隐忍习熟而无耻，禄薄则不免求索，丧公廉之节。节行不立，愆罪稠垒”。

## 明朝
明太祖時《大诰三编·农吏第二十七》：“今后诸衙门官，凡有公事，……或亲笔自稿，照行移格式为之，然后农吏謄真，署押发放。吏本黏连卷宗，点检新旧，验看迟速，知数目之精，未尝公事主谋在乎吏。今往往正官、首领官凭吏立意，施行其事，未有不堕于杀身者也。……凡百公事，若吏无赃私，一切字样差讹，与稿不同，乃吏謄真之罪。设若与稿相同，主意乖违，罪坐官长，吏并不干。”
孙懋说“今日之冗臣不能以悉数，……如之何而能使财用之不竭邪”
明世宗时桂萼上《论革冗官疏》，引世宗语“太祖初（官）无许多，后来增添冗滥，宜致百姓艰窘，日甚一日”；桂萼自己也说“惟是生民重困，冗食日滋，因循百年，迄未有改”。
霍韬也说“天下冗官，……以数十官员治一民”，“政何由不弊，民何由不穷”，
萬曆二十四年（1596年）袁宏道在給沈鳯翔信稱：「人生作吏甚苦，而作令為尤苦；若作吳令則其苦萬萬倍，直牛馬不若矣。何也？上官如雲，過客如雨，簿書如山，錢穀如海，朝夕趨承檢點尚恐不及。苦哉！苦哉！」
瞿繼昌亦言“嗟乎！吏道之蕪也久矣，平居華衣豐食，選玩具、徵歌色；出則騶從煊赫、奢汰相高；其聽訟也，據案南面，儼若神明，敲精撲髓，惟力是視，小民之是非曲直，不與焉”

## 清朝
吏治可說是中國中央集權必然的結果，與封建官场上官員的怠惰积习有密切关系，“各省州县官，多有深居简出，玩视民瘼，一切公事，漫不经意，以致幕友官亲，蒙蔽用事”。錢謙益《與蔣明府論優免事宜》亦言：“竊見所頒書冊，似猶出胥吏筆牘，有意上下其手，未經臺覽者也。” 顾炎武说：“……后世……尽天下一切之权而收之在上，而万几之广，固非一人之所能操也，而权乃移于法。于是多为之法以禁防之。”康熙二年：“停止援纳，俱令各衙门召募，给予执照，开注姓名年岁，著役日期，并地方印结，按季汇册咨部。”但康熙六年又准“内阁供事暨各衙门书吏召募考补，或贴写内遴选掣补”。康熙十四年又题准：“书吏承充仍照旧例援纳。”侯方域就感慨道：“夫以朝廷之尊，立意欲革一事，去一人，易置大将，如呼小儿。罢遣卿相，朝下而夕出国门。独于吏胥之至微贱，额而限之。”
雍正五年广东布政使常赉《奏报所得养廉与各项费用摺》道：“惟有州县所解钱粮，每两有平银三分，向系督、抚、司三股分作养廉之费……照股分银一万一千余两……奴才家口衣食用度，幕宾束修，并修理衙属库藏等项，共用去银八千八百余两。”
贾允升《请除外省积弊六事疏》：“上司荐人于属员，派定束修，刑名至数百金，钱谷亦二、三百金……是州县廉俸不足供幕客之费。”
汪輝祖在《學治臆說》稱“語有之：州縣官如琉璃屏，觸手便碎。誠哉是言也，一部《吏部處份則例》，自罰俸以至革職，各有專條”。
梁章钜《制义丛话》卷七引杨芸士曰：“……胥吏……，后世上自公卿，下至守令，总不能出此辈圈䙌（䙌，纽也。）。刑名簿书出其手，典故宪令出其手，甚至于兵枢政要，迟速进退，无不出其手。使一刻无此辈，则宰相亦束手矣。”胡林翼以為：“《大清律》易遵，而例難盡悉”，更感嘆：“六部之胥，無疑宰相之柄。”
清朝胥吏無官無品，社會身份微賤，極被看不起，就同戏子一样，永远失去参加科举考试的资格，卻擁有實際權力，如凡“捕匪、解犯、催征、护饷之类，在在皆须其力”。馮桂芬說：“后世流品，莫賤於吏，至今日而等諸隸仆。”
李慈銘則稱書吏是“黑衣下賤之流，而操天下之大柄”，引時諺云：“堂官牛，司官鰍，書吏剔嫐不得休”，卻不得不承認“京朝官多貧至不能自存，而吏人多積貲巨億，衣食享用，擬於王者。”。
《清稗類鈔》記錄晚清官僚郭嵩燾的史論：“漢、唐以來，雖號為君主，然權力實不足，不能不有所分寄。故西漢與宰相、外戚共天下；東漢與太監、名士共天下；唐與後妃、藩鎮共天下；北宋與奸臣共天下；南宋與外國共天下；元與奸臣、番僧共天下；明與宰相、太監共天下；本朝則與胥吏共天下耳。”
清朝的民事訴訟有种种勒索钱财的黑幕，胥吏常要脅以代书费、传呈费、路费、盘费、送牌费、盘子费、散班费、具结费等。
《明夷待访录·胥吏》便说：“诚使吏胥皆用士人，则……害可除矣。”
道光年間御史方允镮在奏折说：“胥吏则更无顾忌，每每私将灾票售卖，名曰‘卖灾’；小民用钱买票，名曰‘买灾’；或推情转给亲友，名曰‘送灾’；或恃强坐分陋规，名曰‘吃灾’。至僻壤愚氓，不特不得领钱，甚至不知朝廷有颁赈恩典。”
咸豐年間為避太平天國兵禍，谕令各省修築圩寨，办理团练。咸豐帝刻意避開吏胥假手，以防滋生流弊，並责成地方士紳“劝谕捐资，浚濠筑寨”，更要求“一切經費不得令官吏經手”。
储方庆说：“今天下之患，独在胥吏。”在其《驭吏论》中说：“吏胥之役，不过入数十金，数百金之资于官已耳。”
梁啟超《變法通議》：“官制不善，習非所用，用非所習，委權胥吏，百弊蝟起。”